# آغاوناتون
آغاوناتون (به ارمنی: Աղավնատուն) یک روستا در ارمنستان است که در استان آرماویر واقع شده‌است. آغاوناتون در ۲۲ کیلومتری شمالشرق آرماویر، مرکز استان آرماویر واقع شده است.

## خصوصیات
آغاوناتون ۳٬۱۶۴ نفر جمعیت دارد و در ارتفاع ۹۲۰ متر بالاتر از سطح دریا قرار گرفته است.
| سال   | ۱۸۳۱ | ۱۸۹۷ | ۱۹۲۶  | ۱۹۳۹  | ۱۹۵۹  | ۱۹۷۰  | ۱۹۷۹  | ۲۰۰۱  | ۲۰۰۴  |
| جمعیت | ۱۸۶  | ۸۲۱  | ۱٬۰۲۴ | ۱٬۲۹۲ | ۱٬۷۰۰ | ۲٬۳۵۰ | ۲٬۲۹۶ | ۳٬۱۵۸ | ۳٬۲۰۰ |

## نگارخانه

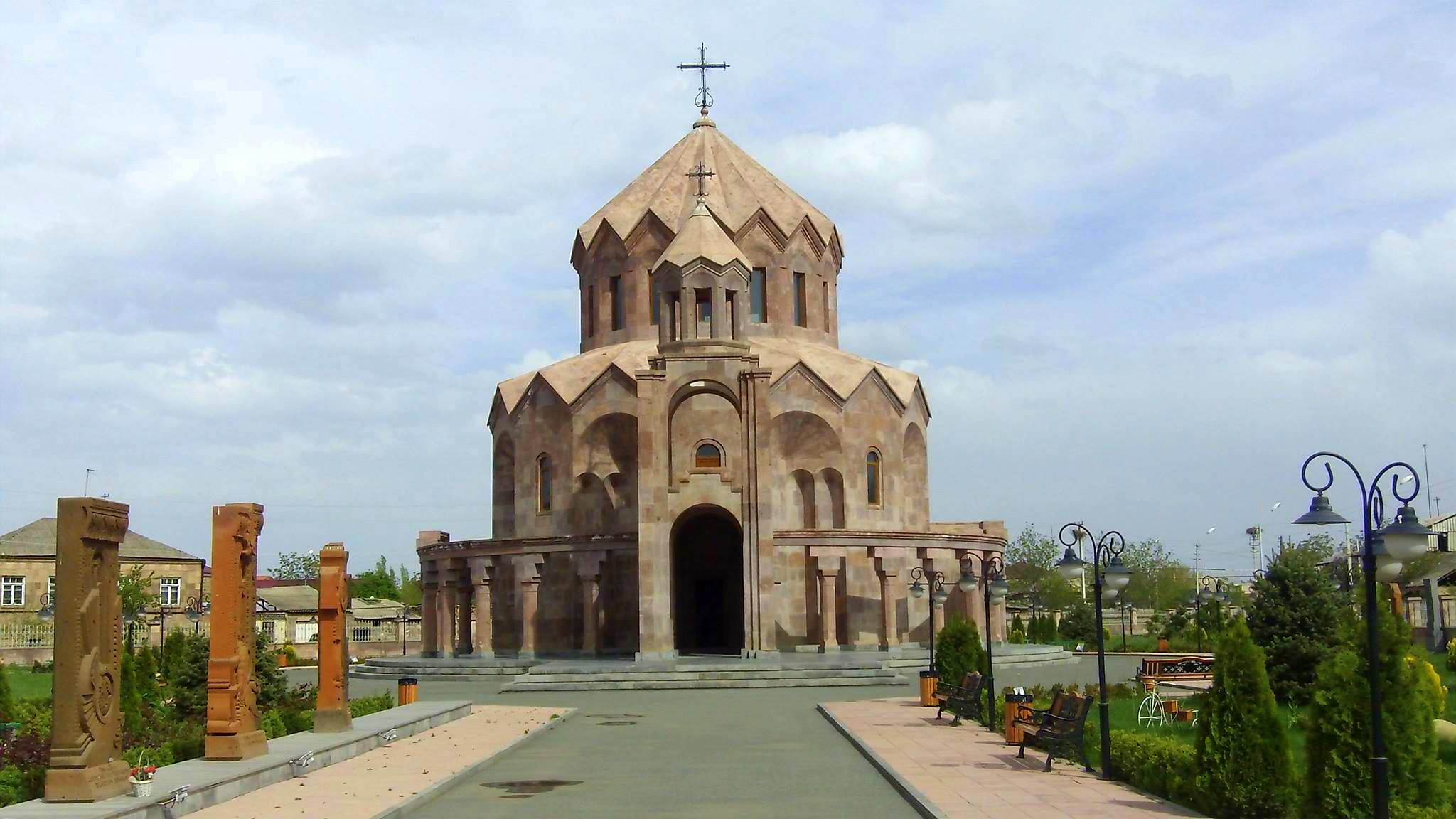
کلیسای آنا مقدس، آغاوناتون